# Lukovë
Lukovë là một xã trong quận Sarandë thuộc hạt Vlorë, Albania. Dân số năm 2005 là 3396 người.